# Колокольчик болонский
Колоко́льчик боло́нский (лат. Campānula bononiēnsis) — травянистое растение; вид рода Колокольчик семейства Колокольчиковые.

## Ботаническое описание

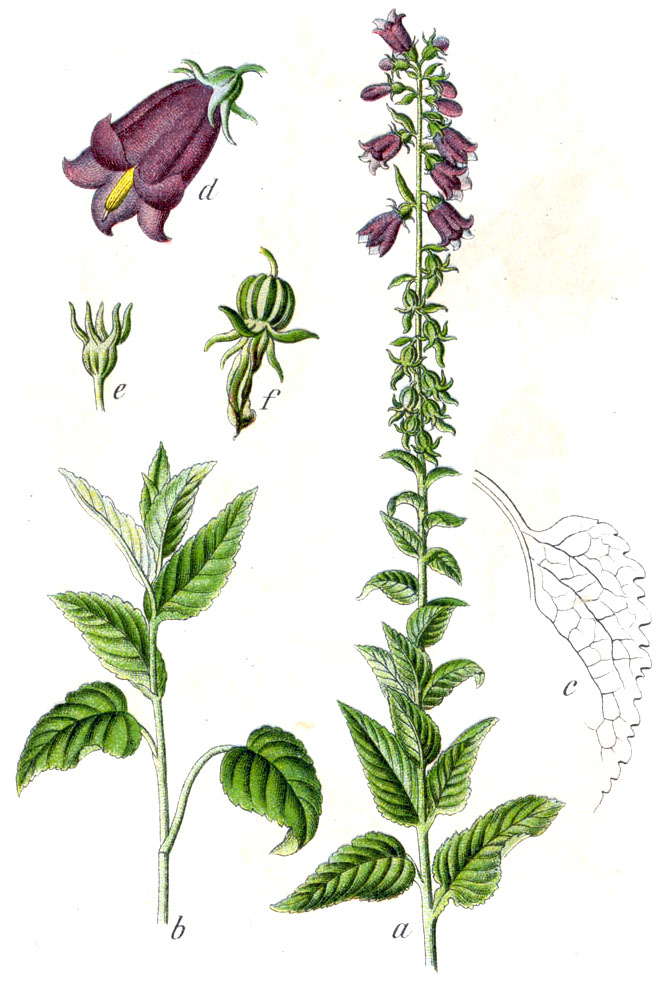

Многолетнее травянистое растение высотой от 50 до 120 см с простым опушённым стеблем.
Листья цельные, мелкозубчатые, от яйцевидных до широколанцетных, снизу опушённые короткими изогнутыми волосками. Прикорневые листья черешковые, стеблевые — сидячие полустеблеобъемлющие, длиной 8,5—9,5 см и шириной 4,5—5 см.
Соцветие — колосовидная кисть с многочисленными поникающими светло-голубыми цветками на коротких цветоножках. Чашечка голая, с пятью отогнутыми зубчиками. Венчик колокольчатый 1,2—1,5 см длиной.
Плоды — поникающие, многосемянные коробочки. Цветение в июне — июле, плодоношение в июле — августе. Размножается преимущественно семенами.

## Ареал и среда обитания
Европейско-западноазиатский вид. Произрастает в Центральной и Южной Европе, Прибалтике, на Украине, в Молдавии, Западной Азии. В России — на европейской части, в Западной Сибири, на Кавказе.
Как правило, растёт на сухих лугах, лесных опушках, по берегам рек, в местах выхода известняков.

## Охрана
Включён в Красные книги следующих субъектов Российской Федерации: Вологодская область, Волгоградская область, Калмыкия, Кемеровская область, Кировская область, Ленинградская область, Республика Марий Эл, Москва, Новгородская область, Омская область, Удмуртская республика, Ярославская область, а также в Красную книгу Житомирской области Украины.

## Хозяйственное значение и применение
Используется как декоративное садовое растение.
Продуктивность нектара за сутки одним цветком 0,1 мг, растением 11,2 мг. Цветков на одном цветоносном побеге 91,5 шт. В нектаре содержится 44,8% сахара. Продуктивность сахара в сутки одним цветком 0,05 мг, растением 5,0 мг. Продуктивность мёда цветком 0,07 мг, растением 6,3 мг. Продуктивность пыльцы пыльником 1,0 мг, растением 459,0 мг. Колокольчик болонский опыляют пчёлы рода Halictus.

## Классификация

### Таксономия
Campanula bononiensis L., 1753, Sp. Pl. : 165
Вид Колокольчик болонский относится к роду Колокольчик (Campanula) семейства Колокольчиковые (Campanulaceae) порядка Астроцветные (Asterales). Кладограмма в соответствии с Системой APG IV по состоянию на июнь 2023 года:
|  |                                      |  |                                   |                                   |                           |  | ещё 10 семейств | ещё 10 семейств |                       |  |  |  | еще 457 подтвержденных видов и 125 видов, ожидающих подтверждения |
|  |                                      |  |                                   |                                   |                           |  | ещё 10 семейств | ещё 10 семейств |                       |  |  |  | еще 457 подтвержденных видов и 125 видов, ожидающих подтверждения |
|  |                                      |  |                                   | порядок Астроцветные              |                           |  |                 |                 | род Колокольчик       |  |  |  |                                                                   |
|  |                                      |  |                                   | порядок Астроцветные              |                           |  |                 |                 | род Колокольчик       |  |  |  |                                                                   |
|  | отдел Цветковые, или Покрытосеменные |  |                                   |                                   | семейство Колокольчиковые |  |                 |                 | Колокольчик болонский |  |  |  |                                                                   |
|  | отдел Цветковые, или Покрытосеменные |  |                                   |                                   | семейство Колокольчиковые |  |                 |                 |                       |  |  |  |                                                                   |
|  |                                      |  | ещё 63 порядка цветковых растений | ещё 63 порядка цветковых растений |                           |  |                 | ещё 354 рода    | ещё 354 рода          |  |  |  |                                                                   |
|  |                                      |  |                                   | ещё 63 порядка цветковых растений |                           |  |                 |                 | ещё 354 рода          |  |  |  |                                                                   |

### Синонимы

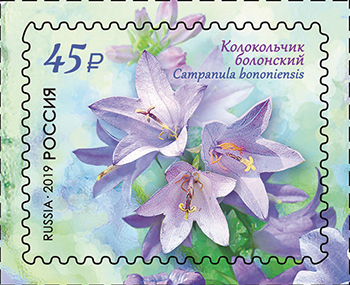
Почтовая марка, 2019 год

- Campanula bononiensis f. concolor Peterm.
- Campanula bononiensis f. tenuiflora (Nyman) Soó
- Campanula bononiensis subsp. obliquifolia (Ten.) Arcang.
- Campanula bononiensis var. cana Nyman
- Campanula bononiensis var. concolor Pančić
- Campanula bononiensis var. latifolia Schur
- Campanula bononiensis var. lychnitis (Hornem.) K.Koch
- Campanula bononiensis var. obliquifolia (Ten.) A.DC.
- Campanula bononiensis var. pancicii Niketić
- Campanula bononiensis var. ruthenica (M.Bieb.) K.Koch
- Campanula bononiensis var. simplex (Lam. ex DC.) Steud.
- Campanula bononiensis var. tenuiflora Nyman
- Campanula bononiensis var. thaliana (Wallr.) K.Koch
- Campanula cana Simonk.
- Campanula lychnitis Hornem.
- Campanula micrantha Schur
- Campanula multiflora hort. ex A.DC.
- Campanula obliquifolia Ten.
- Campanula petraea Hablitz
- Campanula pyramidata Gilib.
- Campanula racemosa Vuk.
- Campanula ruthenica M.Bieb.
- Campanula simplex Lam. ex DC.
- Campanula tenuiflora Schur
- Campanula thaliana Wallr.
- Campanula urticifolia Gilib.
- Cenekia simplex Opiz
- Drymocodon bononiensis Fourr.
- Talanelis –
- Trachelioides Opiz
- Tracheliopsis Buser